# مزرعه محمدعلی گراشی
مزرعه محمدعلی گراشی یک منطقهٔ مسکونی در ایران است که در دهستان حومه (لارستان) واقع شده‌است.